# Michio Hoshino
Michio Hoshino (星野 道夫?, Hoshino Michio; Ichikawa, 27 settembre 1952 – Kamčatka, 8 agosto 1996) è stato un fotografo giapponese.
Specializzato nel fotografare animali e piante selvatiche, ha lavorato soprattutto in Alaska.
È morto l'8 agosto 1996, all'età di soli 43 anni, ucciso da un orso grizzly mentre lavorava nella penisola di Kamčatka in Russia.